# College (film 2008)
College è una commedia del 2008 diretta da Deb Hagan.
Il film è stato pubblicato il 29 agosto 2008. Ha incassato 5.629.618 dollari negli USA con un budget di 7 milioni. Molte delle scene degli attori sono state girate nel campus della Tulane University a New Orleans e Grace King High School di Metairie. Il film è uscito in DVD il 27 gennaio 2009. Ha avuto critiche per lo più negative. In Italia è ancora inedito.

## Trama
Dopo che Kevin (Drake Bell), un liceale, viene lasciato dalla sua fidanzata Gina (Alona Tal) per essere stato troppo noioso, lui non vuole andare al week-end orientamento matricola Fieldmont University, dove avevano programmato di andare insieme. Ma i suoi migliori amici Carter (Andrew Caldwell) e Morris (Kevin Covais) lo convincono che il fine settimana di distanza vi aiuteranno a fare la sua mente di dosso. Una volta che sono lì, uno dei rowdiest fraternità e sororities nel campus finge di reclutarli come pegno in cambio di concedere loro l'accesso alla scena della festa del college. Anche se costretto a sopportare le buffonate disgustose della fraternità fratelli Teague (Nick Zano), Bearcat (Gary Owen) e Cooper (Zach Cregger), i ragazzi incontrano amiche per la pelle Kendall (Haley Bennett), Heather (Camille Mana), e Amy (Nathalie Walker), e scintille. Ma una volta Teague si sente minacciato da nuovi rapporti di Kevin con Kendall, prende il pre-Frosh umiliazione ad un livello maggiore, costringendo i ragazzi a decidere di combattere.